# プラナカン

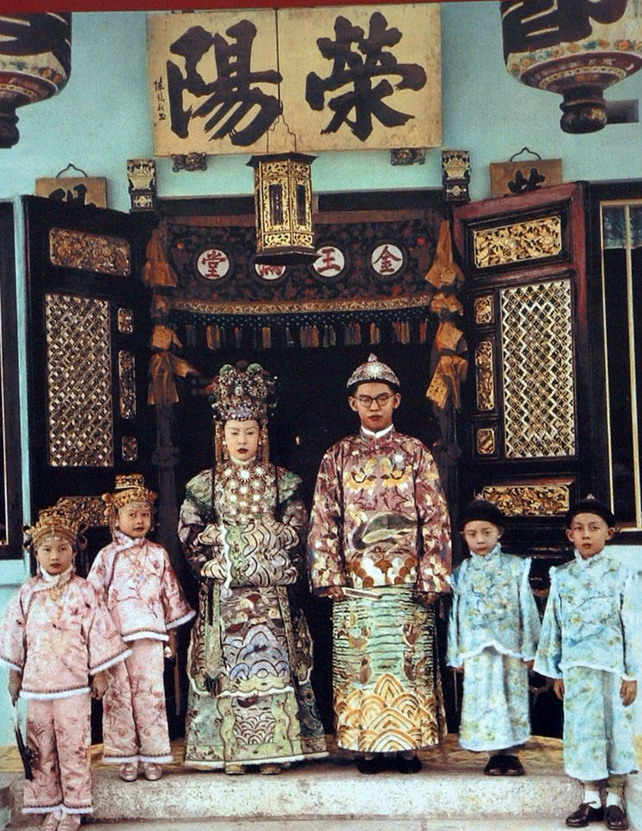
プラナカンの夫婦の写真（シンガポールの博物館より）

プラナカン (マレー語: peranakan)とは、欧米列強による統治下にあった（現在のマレーシアを中心とする）東南アジアの各地域（ヌサンタラ）に、15世紀後半から数世紀にわたって移住してきたマレーシアに根付いた主に中華系移民の末裔を指す。
別の言葉として、中国人と他の民族との混血を指すババ・ニョニャ（インドネシア語: Peranakan, 普通話: 峇峇娘惹, 福建語: Bā-bā Niû-liá）がある。ただし、マラッカ地方に限ってババ・ニョニャではなくニョニャ・ババと順序逆に自称する。なお、ニョニャは「女性」、ババは「男性」の場合である。

## 概要
上述の通り、この民族グループは「海峡植民地時代のマレーシアやオランダ統治下のジャワ島といった地域に住んでいた中国を出自とする人々」を指すには違いないが、その中でも特に地域土着の風習に（程度の差こそあれ）適応し、地域コミュニティーへ同化していった集団として定義される。
「欧米列強に統治下にあったマレーシア周辺に移住した中華系移民」を括った上で、更にその中で「現地の風習を受け入れたグループ」が「プラナカン」と呼ばれる。特にシンガポールにおいてはエリート層を形成しており、母国である中国よりも、むしろ宗主国である英国との結び付きを重視している。
ところで、プラナカンは大半が何世代にもわたってマラッカ海峡周辺に居を構えているにもかかわらず、必ずしも現地の原住民グループ（マレー系）との混血は進んでいない。一般的に交易を生業とする者が多く、英国人と中国人（あるいはマレー人と中国人）との間を取り持つ仲介者として活躍してきた。そのため、2つ以上の多言語を使いこなすことが半ば当然のこととされている。多くの者の主要母語は英語になっているとみられているようである。ただし、マレー半島の文化に適応した結果として、現在では中国語を捨ててマレー語を母語として（あるいはそれに類する程度に）話す世代も現れてきた。
プラナカンという言葉は現在、19世紀頃から「海峡華人（Straits Chinese または土生華人）」とも呼ばれるようになった中華系民族グループを指す用語として定着しているが、それ以外にも「プラナカン」というカテゴリに含まれる民族グループが（中華系と比べれば）小規模ながら存在する。例えば、インド系プラナカン（チッティー）、イスラム化したインド系プラナカン（ジャウィ・プカン‐「ジャウィ」はジャワ地方独自のアラビア文字で、「プカン」は口語におけるプラナカンの省略形）、ユーラシア系プラナカン（クリスタン‐キリスト教徒という意味）などである。
ちなみに、カンボジアに存在する中華系民族グループも福建人の末裔であり、プラナカンと数多くの共通点を持つ。カンボジア系は移民して数世代のうちに母国語を話す能力を失ってしまったものの、現在でも部分的に中華系民族としての文化的特徴を残している。

## 名称の由来

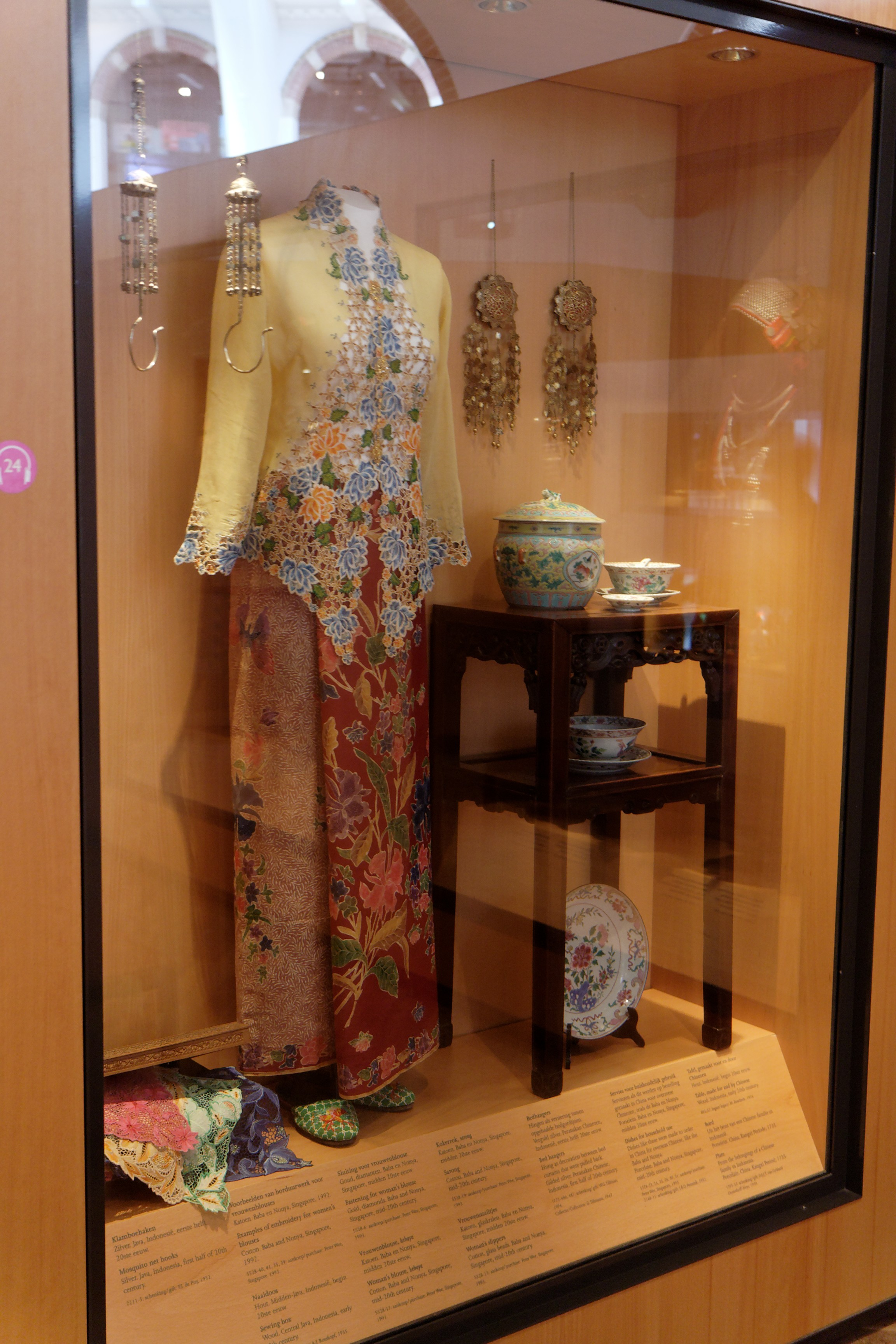
ケバヤ ニョニャ（プラナカン女性の伝統衣装）

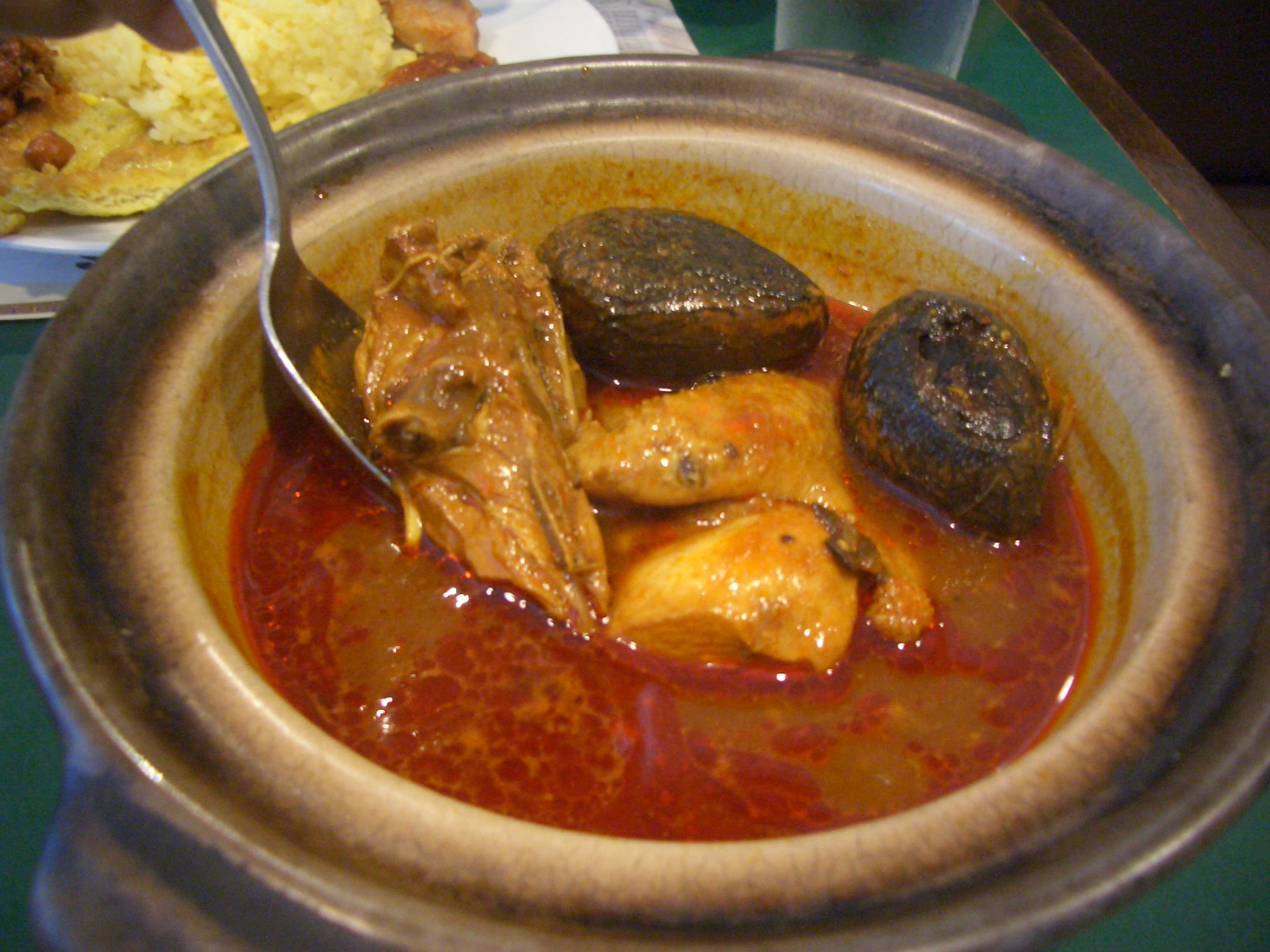
アヤム・ブアクルア（プラナカンの伝統料理）

マレー語やインドネシア語において、プラナカンという単語は「子孫／末裔」を意味する。ただし、この語自体には特定の民族性を指し示すような含みはなく、出自を明示する場合には、Cina（中華系）や Belanda（オランダ系）、Jepang（日系）といったような修飾語が後置される。また、この語には「少なくとも4世代以上にわたって存続してきた家系」の子孫という含意がある。
ババとは、マレーシア語におけるペルシア語からの借用語で、現在では祖父母に対する敬称としてのみ使われるが、かつては海峡華人の男性を指す言葉であった。まずはマレーシア周辺地域で交易や行商をしていたヒンドゥスターニー語（南アジアの通商語）の話者が海峡華人の男性を「ババ」と呼ぶようになり、後に地域方言に取り入れられた。ちなみに、霊能力者として著名なサティヤ・サイ・ババの「ババ（尊師）」という敬称と同じ語源である。
また、海峡華人の子孫のうち、女性はニョニャという呼称を用いる。この「ニョニャ」という言葉はジャワ語からの借用語であり、元々は「外国人の既婚女性」に対する丁寧な呼び方である。その語源はイタリア語の「ノナ（祖母）」に由来するとも言われているが、ポルトガル語で「婦人」を意味する「ドナ」に由来するという説の方が信憑性が高い。事実、東南アジアがポルトガル王国の影響下にあった15～16世紀当時、ジャワ人は外国人（あるいは外国人風）の女性を例外なく「ニョニャ」と呼んでいた時期があり、その用例を海峡華人の女性にも適用したのだと考えられる。その後、次第に「ニョニャ」という言葉が「海峡華人の女性」という意味に限定されていったのだろう。ちなみに、現在のジャワ語では「ノナ」が「成人女性」を意味する言葉である。
海峡華人は、現在のペナンやマラッカ、シンガポールといった英国の旧植民地から構成される海峡植民地（1826年制定）を出生ないし出身地とする人物と定義される。ただし、マレー系との混血をうかがわせる身体的特徴を有する場合を除き、この民族グループの構成員がババ・ニョニャとみなされることはなかった。

## 民族的出自
プラナカンの大部分は福建出身の中国人を先祖に持つが、潮州人や広東人の子孫も少なくない（※これらはすべて中国大陸南東部の湾岸地域にあたる）。また、ババ・ニョニャも中華系民族グループの一種であり、マラッカやペナン、インドネシアなどに住む中華系と原住民との混血集団を指す。現在とは異なり、中華系の交易商がマレー半島（あるいはスマトラ島やジャワ島）に住む現地人（マレー系）を妻（あるいは現地妻）として娶るのは決してめずらしいことではなかったため、結果としてババ・ニョニャは双方の文化的特徴を混ざり合ったかたちで受け継ぐこととなった。
19～20世紀の記録によれば、プラナカンの男性は、地元の同じ民族グループ（プラナカン系）の中から配偶者を選ぶ習慣があったとされる。また、中国本土から女性を呼び寄せて妻とすることもなければ、プラナカンの女性が配偶者選びに本土に赴くこともなかったという。ただし、一部の文献によれば、プラナカンという民族グループが成立して間もない時期は、現地人と婚姻関係を結ぶこともあったとしている。実際、鄭和（※中国雲南出身のムスリムで、大船団を率いて世界の海を航海した明代の武将）がマラッカへ向かう際に引き連れていた雲南出身の船員のうち、ブキット・チナ（「中国人の丘」を意味するマラッカ地方の町）に定住した一部がムスリム（イスラム教徒）であった、という事実がある。確かに当時のマレー半島周辺はすでにイスラム化していたため、現地において信徒同士が結婚していたとしても不思議ではない。
だが、この説に対して物的証拠の欠如を指摘する研究者も存在し、むしろプラカナンに混血（中華系文化の放棄）はほとんど進んでいないと主張する。異種族婚説を退ける注目すべき事例として、インドネシアのタンゲランに住むプラナカン系コミュニティ（チナ・ブンテン‐「中国砦」と呼ばれる）が挙げられよう。この民族グループに含まれる人々は、外見的特徴こそマレー系に近いものの、プラナカンの伝統を忠実に守っており、その大半が仏教徒である（※異民族婚説が正しければ、ムスリムでなければ矛盾する）。こうしたことから、プラナカンの中にはマレー系と混血が進んだ集団をプラナカン・ババと呼び、混血がまったく進んでいない自らの集団と区別する人々がいる。

## 使用言語
プラナカンによって話される言語は、ババ・マレー（マレー語: Bahasa Melayu Baba）と呼ばれる。これはマレー語を基層とするクレオール系の方言であり、福建語から多くの語彙を取り入れている。危機に瀕する言語の一つであり、現在では主に高齢層の間でしか話されていない。また、若年層の間では代わりに英語が主要言語として使われている。
一方、インドネシアにおいては、若年層の間にも話者が存在するが、あくまで日常的な会話で使われているに過ぎない。また、若年層の間では言語的特徴の多くが失われており、特に語彙において高齢層との乖離が著しい。